# Ciepielew
Ciepielew – wieś w Polsce, położona w województwie wielkopolskim, w powiecie kaliskim, w gminie Lisków.
| SIMC    | Nazwa              | Rodzaj    |
| ------- | ------------------ | --------- |
| 0202420 | Ciepielew Drugi    | część wsi |
| 0202436 | Ciepielew Pierwszy | część wsi |
| 0202442 | Izerów             | część wsi |
| 0202459 | Polesie            | część wsi |

W latach 1975–1998 miejscowość administracyjnie należała do województwa kaliskiego.